# نبرد استرلیتز
نبرد استرلیتز که با نام نبرد سه امپراتور نیز شناخته شده‌است، یکی از بزرگترین پیروزی‌های ناپلئون بود که به نابودی ائتلاف سوم انجامید. در ۲ دسامبر ۱۸۰۵ میلادی، ارتش فرانسه به فرماندهی ناپلئون بناپارت موفق شد ارتش مشترک روسیه-روم مقدس به فرماندهی امپراتوران الکساندر اول و فرانتس دوم را پس از نه ساعت جنگ سخت درهم بشکند. این نبرد در دهکده استرلیتز در ۱۰ کیلومتری جنوب شرقی برنو واقع در موراوی - که در آن زمان جزئی از امپراتوری مقدس روم بود - رخ داد. این نبرد از نظر تاکتیکی شاهکاری به تمام معنا همانند نبرد گوگمل و نبرد کان بود.
پیروزی بزرگ فرانسه در استرلیتز، به عمر ائتلاف سوم خاتمه داد. در ۲۶ دسامبر ۱۸۰۵، اتریش و فرانسه پیمان پرسبورگ را امضاء کردند که موجب خروج اتریش از ائتلاف سوم گردید. این نبرد باعث واگذاری متصرفات اتریش در ایتالیا و بایرن به فرانسه و در آلمان به متحدان آلمانی فرانسه گشت. همچنین، ۴۰٬۰۰۰ فرانک غرامت از اتریش به فرانسه داده شد و نیروهای شکست‌خورده روس اجازه یافتند که به کشورشان بازگردند. این نبرد نتایج مهم دیگری نیز در پی داشت:
- باعث ایجاد کنفدراسیون راین به عنوان منطقه‌ای حایل فرانسه و اروپای مرکزی شد.
- به سقوط امپراتوری مقدس روم در ۱۸۰۶ انجامید.
- به ادامه جنگ در سال بعد انجامید. (جنگ ائتلاف چهارم)